# Finał Pucharu Polski w piłce nożnej 1973
Finał Pucharu Polski w piłce nożnej 1973 – mecz piłkarski kończący rozgrywki Pucharu Polski 1972/1973 oraz mający na celu wyłonienie triumfatora tych rozgrywek, który został rozegrany 17 czerwca 1973 roku na Stadionie im. 22 lipca w Poznaniu, pomiędzy Legią Warszawa a Polonią Bytom. Trofeum po raz 5. wywalczyła Legia Warszawa, która uzyskała tym samym prawo gry w Pucharze Zdobywców Pucharów 1973/1974.

## Droga do finału
| Legia Warszawa | Legia Warszawa     | Legia Warszawa         | Runda       | Polonia Bytom | Polonia Bytom    | Polonia Bytom |
| Data           | Przeciwnik         | Wynik                  | Runda       | Data          | Przeciwnik       | Wynik         |
| -------------- | ------------------ | ---------------------- | ----------- | ------------- | ---------------- | ------------- |
| Wolny los      | Wolny los          | Wolny los              | 1/16 finału | 26.08.1972    | Stal Rzeszów     | 2:1           |
| 11.04.1973     | Lublinianka Lublin | 0:0 k. 3:3 (przerwany) | 1/8 finału  | 26.11.1972    | Unia Tarnów      | 3:2           |
| 17.04.1973     | Lublinianka Lublin | 5:1                    | 1/8 finału  | 26.11.1972    | Unia Tarnów      | 3:2           |
| 21.04.1973     | Zawisza Bydgoszcz  | 1:0                    | Ćwierćfinał | 21.04.1973    | GKS Katowice     | 2:1           |
| 23.04.1973     | Zawisza Bydgoszcz  | 2:0                    | Ćwierćfinał | 23.04.1973    | GKS Katowice     | 3:0           |
| 02.05.1973     | Górnik Zabrze      | 3:1                    | Półfinał    | 23.05.1973    | PKS Odra Wrocław | 3:1           |
| 02.05.1973     | Górnik Zabrze      | 1:1                    | Półfinał    | 23.05.1973    | PKS Odra Wrocław | 5:0           |

## Tło
W finale rozgrywek zmierzyli się ze sobą drużyny zajmujące wówczas w tabeli I ligi 1972/1973 miejsca spadkowe: Legia Warszawa i Polonia Bytom. Faworytem meczu była drużyna Wojskowych.

## Mecz

### Przebieg meczu
Mecz odbył się 17 czerwca 1973 roku na Stadionie im. 22 lipca w Poznaniu. Sędzia głównym spotkania był Marian Kustoń. Oba kluby nie zaprezentowały dobrej postawy w meczu, grały zbyt nerwowo i chaotycznie. Świetne okazje do zdobycia gola miała Polonia Bytom: Jerzy Radecki, jednak bramkarz drużyny Wojskowych, Piotr Mowlik obronił jego strzał nogą oraz Adam Krupa, który niespodziewanie otrzymał podanie prosto do nogi od zawodnika drużyny przeciwnej, Kazimierza Deyny.
W 118. minucie trener Polonii Bytom, Henryk Kempny zdecydował się na zmianę bramkarza: Huberta Chwolika, który nie miał szczęścia do rzutów karnych, zastąpił Marek Skromny. Po dogrywce wynik nie uległ zmianie, w związku z czym konieczne było rozegranie serii rzutów karnych, która wygrała drużyna Wojskowych 4:2, wykorzystując wszystkie swoje próby.

### Szczegóły meczu
| 17 czerwca 1973 16:00                     | Legia Warszawa | 0:0 (Dogrywka) k. 4:2Raport                    | Polonia Bytom | Stadionie im. 22 lipca, Poznań Widzów: 11 000 Sędzia: Marian Kustoń (Poznań) |
|                                           |                |                                                |               |                                                                              |
|                                           |                | Rzuty karne                                    |               |                                                                              |
| Gadocha · Deyna · Pieszko · Cypka · Nowak |                | Radecki · Janik · Brysiak · Górski · Chojnacki |               |                                                                              |

| Legia Warszawa  |  |                   |  |      |
|                 |  |                   |  |      |
|                 |  |                   |  |      |
| BR              |  | Piotr Mowlik      |  |      |
| OB              |  | Tadeusz Cypka     |  |      |
| OB              |  | Adam Topolski     |  |      |
| OB              |  | Zygfryd Blaut     |  |      |
| OB              |  | Andrzej Zygmunt   |  | 102' |
| PO              |  | Lesław Ćmikiewicz |  |      |
| PO              |  | Wiesław Pacocha   |  | 68'  |
| PO              |  | Kazimierz Deyna   |  |      |
| NA              |  | Jan Pieszko       |  |      |
| NA              |  | Robert Gadocha    |  |      |
| NA              |  | Stefan Białas     |  | 65'  |
| Rezerwowi:      |  |                   |  |      |
| OB              |  | Feliks Niedziółka |  | 102' |
| PO              |  | Tadeusz Nowak     |  | 68'  |
| Trener:         |  |                   |  |      |
| Lucjan Brychczy |  |                   |  |      |

| Polonia Bytom |  |                   |  |      |
|               |  |                   |  |      |
| BR            |  | Hubert Chwolik    |  | 119' |
| OB            |  | Henryk Gdawiec    |  |      |
| OB            |  | Walter Winkler    |  |      |
| OB            |  | Paweł Orzechowski |  |      |
| OB            |  | Jerzy Frenkiel    |  |      |
| PO            |  | Ryszard Brysiak   |  |      |
| PO            |  | Adam Krupa        |  |      |
| PO            |  | Paweł Janik       |  |      |
| PO            |  | Marian Grociak    |  |      |
| NA            |  | Jerzy Radecki     |  |      |
| NA            |  | Romuald Chojnacki |  | 78'  |
| Rezerwowi:    |  |                   |  |      |
| BR            |  | Marek Skromny     |  | 119' |
| NA            |  | Jan Górski        |  | 78'  |
| Trener:       |  |                   |  |      |
| Henryk Kempny |  |                   |  |      |

| Puchar Polski w piłce nożnej 1972/1973 Zwycięzcy |
| ------------------------------------------------ |
| Legia Warszawa 5. Tytuł                          |

## Po meczu
Triumfatorem rozgrywek została Legia Warszawa, a jej trener Lucjan Brychczy pierwszą osobą, która triumfowała w rozgrywkach zarówno jako zawodnik i jako trener.
Natomiast w rozgrywkach I ligi 1972/1973 Legia Warszawa ostatecznie zajęła 9. miejsce, natomiast Polonia Bytom zajęła przedostatnie, 13. miejsce, w związku z czym musiała przystąpić do baraży, w których wygrała rywalizację z GKS Katowice (0:0, 1:0), tym samym utrzymując się w I lidze.